# Marlon Blue
Marlon Blue Babic (Vienna, 19 maggio 1988) è un modello, attore e artista austriaco.

## Biografia
Mentre lavorava part time in una libreria di Londra, venne notato da una ragazza che gli consigliò di trasferirsi a New York per intraprendere la carriera di modello.

### Modello
Firma il suo primo contratto con la AD Model Management nel 2007 e successivamente lavora per altre agenzie come Ford Models, Chic Models, Visage Management e molte altre.
Blue ha lavorato per i più noti stilisti e marchi, tra cui Gucci, Armani, Chanel, Diesel, Max Mara, Calvin Klein, Marc Stone, Gareth Pugh, Dries Van Noten. Ha prestato la sua immagine per il campagna primavera/estate di Van Heusen e Armani.

### Attore
Grazie alla sua attività di modello, che lo ha portato a viaggiare per tutto il mondo, Blue ha potuto investire i soldi guadagnati negli studi di recitazione presso lo studio di Stella Adler a New York e allo studio di Amy Werba a Parigi. In seguito ha frequentato lezioni di Rodrigo Rodrigues, che gli ha insegnato il Metodo Ko, a Londra. Inoltre ha studiato recitazione al Actor Studio, completando il prestigioso programma Meisner e Checkhov in due anni. In quel periodo ha realizzato tre cortometraggi e uno spettacolo teatrale.
Nel 2014 ha ricevuto il suo primo ruolo nel film Fury di David Ayer, seguito da apparizioni nella serie TV The Royals, Episodes e TV commerciale Coco Mademoiselle per la regia di Joe Wright per Chanel profumo francese con Keira Knightley.
Nel videogioco Guitar Hero Live di Neversoft pubblicato nel 2015 ha doppiato Circle assieme ai The Black Keys. Nello stesso anno è apparso in film come Lion, Blue Rainbow, 27, Memory Lane, Fighting Heart, The Singleton, I`m Still Here, il video musicale Rain di The Luka State al fianco di Thomas Brodie-Sangster e Dream a Life per cui ottiene un premio come attore rivelazione al Los Angeles Film Festival. Nel 2016 faceva parte del cast di Sylvie Verheyde`s dramma Sex Doll e Across The River.
Dal 2017, Blue sarà visto nel ruolo del protagonista, al fianco di Leandro Firmino, a dramma avventura Goitaca.

## Filmografia

### Cinema
- Fury, regia di David Ayer (2014)
- Lion, regia di Simon Edwards (2014)
- 27, Memory Lane, regia di Luke Hupton (2014)[10][11][12]
- The Singleton, regia di Paul J (2015)[13][14]
- Fighting Heart, regia di Lee Hampton (2016)[15][16]
- Sex Doll, regia di Sylvie Verheyde (2016)[17]
- Across The River, regia di Warren Malone (2016)
- 1603, regia di Danny Darren (2017)[18]
- Goitaca, regia di Rodrigo Rodrigues (2019)[19]

### Televisione
- The Royals – serie TV, 1 episodio (2015)
- Episodes – serie TV, 1 episodio (2017)

### Video musicali
- Dream a Life – di Slowly Rolling Camera (2014)[20][21]
- Rain – di The Luka State (2014)[22]

### Pubblicità televisiva
- Coco Mademoiselle – di Chanel

## Premi e riconoscimenti
- 2015 - GBIFF Awards - Premio GBIFF 
  - Miglior attore in un ruolo da protagonista
- 2016 - Los Angeles Film Awards - Premio della giuria
  - Attore in un film per Dark Waters
  - Attore in un film per Dream a Life
- 2017 - Long Beach Film Festival 
  - Dream a Life

## Agenzie
- AD Model Management - Perth
- Ford Models - New York